# Se upp, farsan är lös!
Se upp, farsan är lös! (originaltitel: Mr. Mom) är en amerikansk film från 1983.

## Handling
Det blir ombytta roller när mannen i ett ungt par får sparken från jobbet och blir hemmafru medan hustrun går till jobbet.

## Om filmen
Filmen hade världspremiär i USA den 22 juli 1983 och svensk premiär den 25 december samma år. Den svenska åldersgränsen är 7 år.

## Rollista (urval)
- Michael Keaton - Jack Butler
- Teri Garr  - Caroline Butler
- Jeffrey Tambor - Jinx
- Christopher Lloyd - Larry

## Musik i filmen
- Patton, skriven av Jerry Goldsmith

## Utmärkelse
- 1984 - Young Artist Award, bästa familjefilm - komedi eller musikal